# Eugène Chavette
Eugène Chavette, né Eugène Charlemagne Vachette le 25 juin 1827 à Paris et mort le 16 mai 1902 à Montfermeil, est un journaliste écrivain français.

## Biographie
Fils unique du restaurateur parisien Joseph Vachette, propriétaire des cafés littéraires les plus achalandés de Paris, le Brébant-Vachette et le café Vachette, il a d’abord dû lutter pour « faire de la littérature », contre la volonté de son père rêvant qui ambitionnait d’en faire un notaire. La reetion et la représentation abev succès d’un vaudeville improvisé avec Alexandre Privat d'Anglemont, alors tout également inconnu que lui, a décidé le père Vachette à laisser son fils poursuivre son ambition littéraire, en modifiant son nom sous forme d’anagramme, où le thème alimentaire revient assez souvent.

Entré en tirailleur dans la petite presse frondeuse de son temps, il collabore au Figaro hebdomadaire qui était alors une sorte de moniteur du Boulevard, il publie des chroniques remarquées qui lui valent une précoce notoriété. Parallèlement, il collabore au Tintamarre, où il publie un dictionnaire fantaisiste, qui a alimenté, en son temps, nombre d’almanachs, et surtout, le Procès Pictompin et ses dix-huit audiences, recueillies et mises en ordre par E. Chavette qui passait là par hasard en 1853, qui devait le lancer complètement. Le succès de cette fantaisie littéraire a été tel que Commerson, le directeur du journal où elle avait paru, l’a trouvée si amusante qu’il l’a republiée sous son propre nom, en la démarquant à peine, ce dont Chavette s’est vengé spirituellement en publiant l’édition complète du Procès Pictompin, chez Passard (1865, in-18), assortie de cette préface : 

« Comme je ne veux pas que mon vieux camarade (Commerson) soit blâmé pour une faute, qu’il n’a jamais commise, j’abandonne à mon éditeur le Procès Pictompin, bien complet et signé du vrai coupable : Eugène Chavette. »

Dans l’Événement, il a publié ses plus joyeuses, ses plus célèbres fantaisies, telles qu’Un ami de trente ans, la Morue de Damoclès, le Rôtisseur dans l’embarras, les Infamies de M. Duflost, le Père d’Adolphe, le Guillotiné par persuasion, et vingt autres inventions extravagantes, mais aussi Le Pendu par conviction, nouvelle parue dans le Figaro, qui a été traduite en quatre langues. Débauché à prix d'or par le journaliste et banquier  Millaud qui, ambitionnant de concurrencer Le Grand Journal et l’Événement de Villemessant, venait de fonder Le Soleil, il a a été le brillant rédacteur-en-chef de cette publication éphémère, à la quelle il a également fourni les Pensées d'un emballeur.
Écrivain humoriste, il présente sur un mode léger et burlesque de petites histoires dont la moralité s'accommode de macabre et de scabreux. Certains de ses romans sont des romans policiers, tels que Le Procès Pictompin, La Bande de la belle Aliette (relation romancée d'un célèbre fait-divers des années 1840), La Chambre du crime, parodie du thème de la chambre close, Aimé de son concierge, voire l’Oncle de Monsieur de Madame. Alors qu’il dirigeait la rédaction du Soleil, alors annexe du Petit Journal, il avait pressenti, à la lecture de l’Affaire Lerouge d’Émile Gaboriau, passé inaperçu lors de sa parution en feuilleton dans le Pays en 1865, qu’un nouveau genre littéraire est en train de voir le jour. Entré en contact avec Gaboriau, il acquiert le droit de reproduction de son œuvre, qui remporte un immense succès, lors de sa reprise, en 1866, dans le Soleil. Son gout de la parodie l’amènera à inventer le roman policier humoristique ou « comédie policière ».
Après avoir obtenu des succès considérables dans le genre bouffon dans les dernières années de l’Empire, époque à laquelle il fréquentait assidument le café de Madrid, rue Montmartre, où se réunissent les opposants républicains au régime, sa vogue a commencé à décliner après la guerre franco-allemande de 1870. Il a encore obtenu quelques succès, les journaux sollicitaient sa collaboration, mais l’esprit du temps n’était plus à la bouffonnerie ou à la franche gaieté rabelaisienne.
Retiré dans sa propriété de Montfermeil, dans les dernières années de sa vie, il n’en sortait plus, tous ses anciens amis et camarades l’ayant précédé dans la tombe. La goutte, dont il souffrait depuis de très nombreuses années, a fini par l’emprter. Connu pour sa grande générosité, il a légué sa fortune par disposition testamentaire à ses confrères de la Société des gens de lettres.

## Jugements
« il égale Dumas, dans le Rémouleur, Eugène Sue, dans le Comte Omnibus, et Paul de Kock, dans Aimé de son concierge. »

— Émile Blavet

## Œuvres
- avec Jean-Louis-Auguste Commerson (préf. Nadar), Mayonnaise d'éphémérides et de dictionnaire, assaisonnée par Joseph Citrouillard et retournée par les deux hommes d'État du Tintamarre, Paris, Martinon, 1852, xiv-129, in-12 (lire en ligne sur Gallica).
- Allons-y gaiment ! aux petites affiches du Tintamarre : ouvrage dédié aux gens sans place et sans aveu, avec Jean-Louis-Auguste Commerson (1853)
- Le Procès Pictompin et ses dix-huit audiences, recueillies et mises en ordre par E. Chavette qui passait là par hasard en 1853, Paris, Ernest Flammarion, 1891, 268 p., 16 cm (lire en ligne sur Gallica).
- Physionomies parisiennes : Restaurateurs et Restaurés (ill. Cham), Paris, A. Le Chevalier, 1867, 126 p., in-16 (lire en ligne sur Gallica).
- Défunt Bichet : Le Drame du carrefour / L'Idée de M. de Vivonne (2 volumes)
- Le Rémouleur : épisode du temps de la Terreur et du Directoire, Paris, Édouard Dentu, 1874, 339, 336, 2 vol. ; in-18, I. La Maison Surcot sur Gallica, II. Le Trésor de la Dubarry sur Gallica.
- L’Héritage d'un pique-assiette, Paris, 1874, 423, 432, 368, 3 vol. ; in-18, I. Le premier mari sur Gallica, II. Deux histoires du passé sur Gallica, III. La Fortune des Faustol sur Gallica.
- La Chiffarde, Paris, Édouard Dentu, 1874, 307, 302, 2 vol. ; in-18. (2 volumes, 1874) I. Le passé de la duchesse sur Gallica II. Les gentillesses de Bob sur Gallica
- Les Petites Comédies du vice (ill. Émile Benassit), Paris, A. Lacroix, 1874, 323 p., in-18 (OCLC 458478467, lire en ligne sur Gallica).
- Défunt Brichet, Paris, Édouard Dentu, 1874, 2 vol. (lire en ligne sur Gallica), « Le Drame du carrefour », « L’Idée de M. de Vivonne ».
- La Chambre du crime, Paris, Édouard Dentu, 1875, 372 p., in-18 (lire en ligne sur Gallica).
- La Chasse à l'Oncle : La dot d'Angèle / Le capitaine la douceur (2 volumes, 1876)
- La Recherche d'un pourquoi, Paris, Édouard Dentu, 1878, 392 p. (OCLC 1142757177, lire en ligne).
- Aimé de son concierge, Paris, Édouard Dentu, 1877, 383 p., in-18 (lire en ligne sur Gallica).
- Nous marions Virginie, Paris, 1879 (lire en ligne).
- Le Roi des limiers (1879)
- L'Oncle de Monsieur de Madame (1880)
- Le Comte Omnibus, Paris, Édouard Dentu, 1881, 2 vol. ; in-18, I. Les Filles de l'épicier sur Gallica, II. Les Filles du millionnaire sur Gallica.
- Un notaire en fuite : Amoureux par télescope. La Crème des beaux pères, 2 vol., 1881.
- Réveillez Sophie, Paris, C. Marpon et E. Flammarion, 1882, 347, 343, 2 vol. ; in-16, I La Cléopâtre sur Gallica, II La Veuve Rossignol sur Gallica
- Notre Oscar (1882)
- Les Petits Drames de la vertu, Paris, 1882 (lire en ligne sur Gallica).
- L’Oreille du cocher, Paris, Édouard Dentu, 1883, 309 p., ill. ; in-18 (lire en ligne sur Gallica).
- Le Saucisson à pattes (Fil à beurre / Le Plan de Cardeuc (2 volumes, 1884)
- La Conquête d'une cuisinière, Paris, 1884, 2 vol., « Seul contre trois belles-mères », « Le Tombeur des crânes ».
- Si j'étais riche : L'Héritage mystérieux. Au fond d'une cave (2 volumes, 1886)
- Lili, Tutu, Bébeth, bouffonnerie parisienne (1886)
- Les Petites comédies du vice : Le guillotiné par la persuasion ; Deux vers de Properce ; Le père d'Adolphe ; Le roi des gendres ; Le pendu par conviction (ill. Émile Benassit), Paris, A. Lacroix, 1874, 323 p., fig., pl. in-18 (lire en ligne sur Gallica).
- La Bande de la belle Alliette, souvenir judiciaire (1882)
- Les Bêtises vraies : pour faire suite aux Petites Comédies du vice et aux Petits Drames de la vertu (ill. P. Kauffmann), Paris, C. Marpon et E. Flammarion, 1882, 314 p., pl. gr. ill. ; in-18 (lire en ligne sur Gallica).